# محوطه کوهول قاباغی
محوطه کوهول قاباغی مربوط به دوران پیش از تاریخ ایران باستان است و در شهرستان هشترود، بخش مرکزی، روستای آق بلاق واقع شده و این اثر در تاریخ ۱۱ مرداد ۱۳۸۴ با شمارهٔ ثبت ۱۲۶۳۹ به‌عنوان یکی از آثار ملی ایران به ثبت رسیده است.